# Cremanthodium
Cremanthodium es un género de plantas herbáceas perteneciente a la familia de las asteráceas. Comprende 109 especies descritas y de estas, solo 71 aceptadas.

## Taxonomía
El género fue descrito por George Bentham y publicado en Hooker's Icones Plantarum 12: 37, t. 1141. 1873.

## Algunas especies aceptadas
A continuación se brinda un listado de las especies del género Cremanthodium aceptadas hasta julio de 2012, ordenadas alfabéticamente. Para cada una se indica el nombre binomial seguido del autor, abreviado según las convenciones y usos.
- Cremanthodium angustifolium W.W.Sm.
- Cremanthodium arnicoides (DC. ex Royle) R.D.Good
- Cremanthodium atrocapitatum R.D.Good
- Cremanthodium bhutanicum Ludlow
- Cremanthodium botrycephalum S.W.Liu
- Cremanthodium brachychaetum C.C.Chang
- Cremanthodium brunneopilosum S.W.Liu
- Cremanthodium bulbilliferum W.W.Sm.
- Cremanthodium bupleurifolium W.W.Sm.
- Cremanthodium calcicola W.W.Sm.